# 大間々警察署
大間々警察署（おおままけいさつしょ）は、かつて存在した群馬県警察の警察署。2011年（平成23年）3月16日の組織変更にともない桐生警察署大間々分庁舎（きりゅうけいさつしょおおままぶんちょうしゃ）となった。

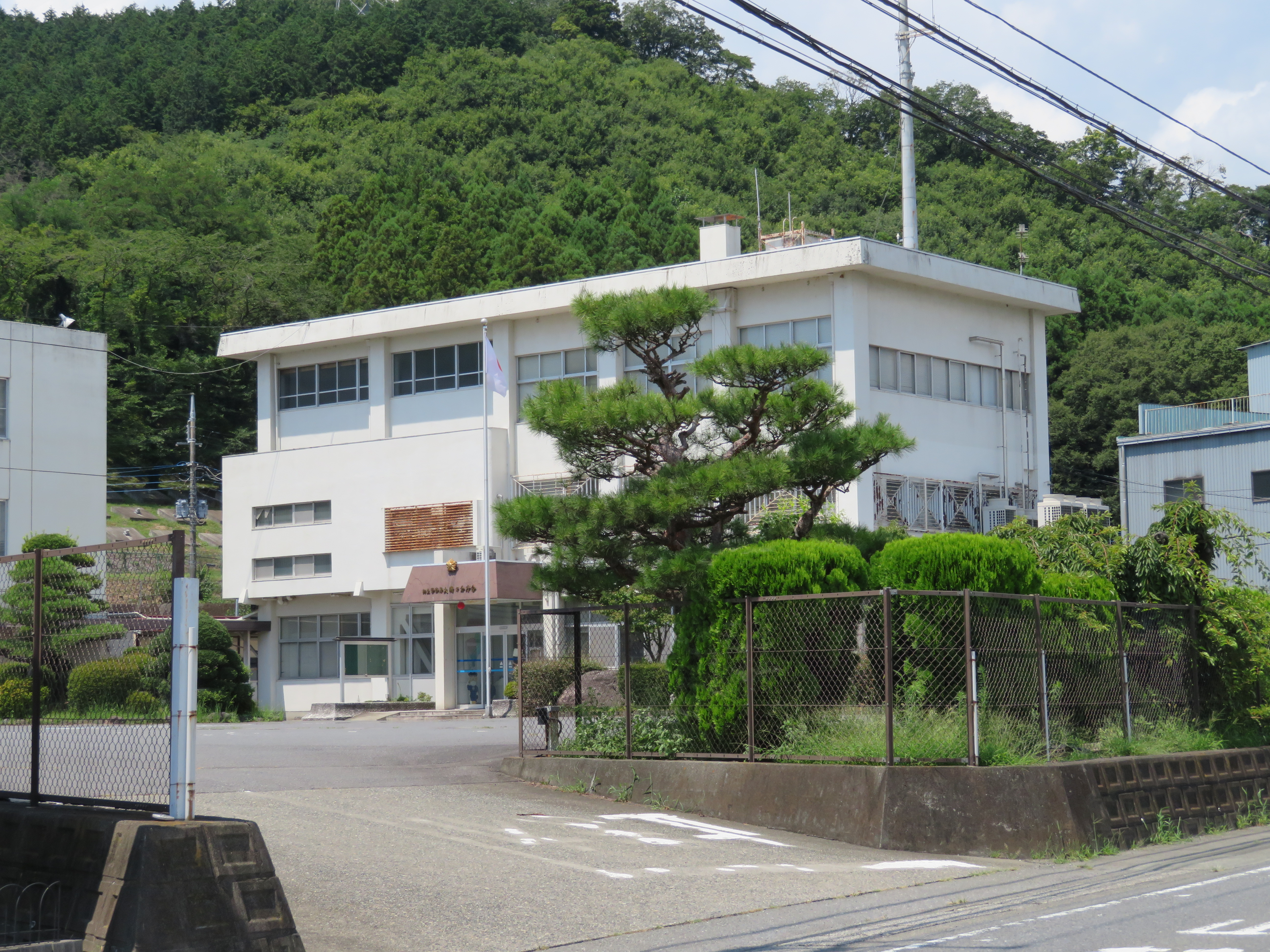
大間々分庁舎

## 所在地
- 群馬県みどり市大間々町桐原1563

## 管轄区域
- 群馬県桐生市（19区～22区：新里町、黒保根町）、みどり市（大間々町、東町）

## 沿革
- 2011年（平成23年）3月16日  - 桐生警察署へ統合。

## 交番・駐在所
交番：1箇所　駐在所：6箇所
| 交番・駐在所 | 所在地                        | 管轄区域         | 管轄区域         | 管轄区域         | 管轄区域                                       |
| ------------ | ----------------------------- | ---------------- | ---------------- | ---------------- | ---------------------------------------------- |
| 赤城駅前交番 | みどり市大間々町 大間々2394-5 | みどり市大間々町 | みどり市大間々町 | みどり市大間々町 | 大間々、桐原、高津戸                           |
| 浅原駐在所   | みどり市大間々町 浅原1531     | みどり市大間々町 | みどり市大間々町 | みどり市大間々町 | 浅原、塩原、小平、塩沢、長尾根、上神梅、下神梅 |
| 新川駐在所   | 桐生市新里町 新川2056-1       | 桐生市           | 21区             | 新里町           | 新川                                           |
| 新川駐在所   | 桐生市新里町 新川2056-1       | 桐生市           | 19区             | 新里町           | 奥沢、大久保                                   |
| 小林駐在所   | 桐生市新里町 小林71-1         | 桐生市           | 19区             | 新里町           | 赤城山、板橋、関、高泉、鶴ヶ谷（上鶴ヶ谷）     |
| 小林駐在所   | 桐生市新里町 小林71-1         | 桐生市           | 20区             | 新里町           | 鶴ヶ谷（下鶴ヶ谷）、山上、小林、武井、野       |
| 水沼駐在所   | 桐生市黒保根町 水沼210-2      | 桐生市           | 22区             | 黒保根町         | 水沼、八木原、上田沢、下田沢、宿廻             |
| 花輪駐在所   | みどり市東町 花輪246          | みどり市東町     | みどり市東町     | みどり市東町     | 花輪、荻原、小中、小夜戸                       |
| 沢入駐在所   | みどり市東町 沢入531          | みどり市東町     | みどり市東町     | みどり市東町     | 沢入、草木、神戸、座間                         |

座標: 北緯36度26分55.6秒 東経139度16分27.4秒 / 北緯36.448778度 東経139.274278度